# Air (Jazztrio)
Air bzw. (ab 1982) New Air war ein amerikanisches Jazztrio, das von 1975 bis 1987 überregional aktiv war.
Air wurde von dem Saxophonisten Henry Threadgill, dem Bassisten Fred Hopkins und dem Schlagzeuger Steve McCall gegründet, um bei Gedenkfeierlichkeiten für Scott Joplin aufzutreten; die Gruppe war damals Teil des Sextett von Muhal Richard Abrams. Sie nannte sich Air, weil die drei Musiker astrologisch allesamt zu den „Luftzeichen“ gehörten, und begann 1975 regelmäßig aufzutreten. McCall wurde aus gesundheitlichen Gründen durch Pheeroan akLaff abgelöst (an dessen Stelle später dann Andrew Cyrille trat). Musikalisch orientierte sich Air an der Ästhetik der Association for the Advancement of Creative Musicians (AACM). Nach dem Art Ensemble of Chicago handelte es sich um die zweite AACM-Gruppe, die international bekannt wurde.

## Diskographie (Auswahl)
- 1975 – Air Song (India Navigation)
- 1977 – Live Air (Black Saint)
- 1978 – Air Time (Nessa)
- 1979 – Air Lore (Bluebird/RCA)
- 1980 – Air Mail (Black Saint)
- 1983 – New Air: Live at Montreal International Jazz Festival (Black Saint)
- 1987 – New Air: Air Show Number 1 (Black Saint); mit Cassandra Wilson